# هرگز تسلیم نشو (فیلم ۱۹۷۸)
هرگز تسلیم نشو (به ژاپنی: 野性の証明، Yasei no shōmei) فیلمی ژاپنی محصول ۱۹۷۸ است. کارگردانی آن را جونیا ساتو و تهیه‌کنندگی را کودوکاوا کاروکی بر عهده داشت.

## طرح
یک دختر از قتل‌عام روستائیان توسط سربازان ژاپنی در یک روستای کوهستانی دورافتاده جان سالم به در می‌برد.